# Parellisina mboliensis
Parellisina mboliensis is een mosdiertjessoort uit de familie van de Calloporidae. De wetenschappelijke naam van de soort is voor het eerst geldig gepubliceerd in 2006 door Tilbrook.